# Nathan Redmond
Nathan Redmond (Birmingham, 6 marzo 1994) è un calciatore inglese, di ruolo centrocampista o ala, svincolato.

## Carriera

### Club
Il 25 giugno 2016 viene acquistato dal Southampton per 13,5 milioni di euro. Firma con i "Saints" un contratto quinquennale.

### Nazionale
Ha partecipato a tre edizioni consecutive degli Europei Under-21 (nel 2013, nel 2015 e nel 2017).

## Statistiche

### Presenze e reti nei club
Statistiche aggiornate al 26 aprile 2025.
| Stagione               | Squadra                | Campionato             | Campionato | Campionato | Coppe nazionali | Coppe nazionali | Coppe nazionali | Coppe continentali | Coppe continentali | Coppe continentali | Altre coppe | Altre coppe | Altre coppe | Totale | Totale |
| Stagione               | Squadra                | Comp                   | Pres       | Reti       | Comp            | Pres            | Reti            | Comp               | Pres               | Reti               | Comp        | Pres        | Reti        | Pres   | Reti   |
| ---------------------- | ---------------------- | ---------------------- | ---------- | ---------- | --------------- | --------------- | --------------- | ------------------ | ------------------ | ------------------ | ----------- | ----------- | ----------- | ------ | ------ |
| 2010-2011              | Birmingham City        | PL                     | 0          | 0          | FACup+CdL       | 1+2             | 0               | -                  | -                  | -                  | -           | -           | -           | 3      | 0      |
| 2011-2012              | Birmingham City        | FLC                    | 24+2       | 5+0        | FACup+CdL       | 5+1             | 1+0             | UEL                | 5                  | 1                  | -           | -           | -           | 37     | 7      |
| 2012-2013              | Birmingham City        | FLC                    | 38         | 2          | FACup+CdL       | 2+2             | 0               | -                  | -                  | -                  | -           | -           | -           | 42     | 0      |
| Totale Birmingham City | Totale Birmingham City | Totale Birmingham City | 62+2       | 7+0        |                 | 13              | 1               |                    | 5                  | 1                  |             | -           | -           | 82     | 7      |
| 2013-2014              | Norwich City           | PL                     | 34         | 1          | FACup+CdL       | 2+3             | 0               | -                  | -                  | -                  | -           | -           | -           | 39     | 1      |
| 2014-2015              | Norwich City           | FLC                    | 43+3       | 4+2        | FACup+CdL       | 1+0             | 0               | -                  | -                  | -                  | -           | -           | -           | 47     | 6      |
| 2015-2016              | Norwich City           | PL                     | 35         | 6          | FACup+CdL       | 1+1             | 0               | -                  | -                  | -                  | -           | -           | -           | 37     | 6      |
| Totale Norwich City    | Totale Norwich City    | Totale Norwich City    | 112+3      | 11+2       |                 | 8               | 0               |                    | -                  | -                  |             | -           | -           | 123    | 13     |
| 2016-2017              | Southampton            | PL                     | 37         | 7          | FACup+CdL       | 3+5             | 0+1             | UEL                | 5                  | 0                  | -           | -           | -           | 50     | 8      |
| 2017-2018              | Southampton            | PL                     | 31         | 1          | FACup+CdL       | 4+1             | 0               | -                  | -                  | -                  | -           | -           | -           | 36     | 1      |
| 2018-2019              | Southampton            | PL                     | 38         | 6          | FACup+CdL       | 2+3             | 3+0             | -                  | -                  | -                  | -           | -           | -           | 43     | 9      |
| 2019-2020              | Southampton            | PL                     | 32         | 4          | FACup+CdL       | 2+3             | 0+1             | -                  | -                  | -                  | -           | -           | -           | 37     | 5      |
| 2020-2021              | Southampton            | PL                     | 29         | 2          | FACup+CdL       | 3+1             | 2+0             | -                  | -                  | -                  | -           | -           | -           | 33     | 4      |
| 2021-2022              | Southampton            | PL                     | 27         | 1          | FACup+CdL       | 3+2             | 1+1             | -                  | -                  | -                  | -           | -           | -           | 32     | 3      |
| ago. 2022              | Southampton            | PL                     | 1          | 0          | -               | -               | -               | -                  | -                  | -                  | -           | -           | -           | 1      | 0      |
| Totale Southampton     | Totale Southampton     | Totale Southampton     | 195        | 21         |                 | 32              | 9               |                    | 5                  | 0                  |             | -           | -           | 232    | 30     |
| 2022-2023              | Beşiktaş               | SL                     | 25         | 5          | CT              | 3               | 1               | -                  | -                  | -                  | -           | -           | -           | 28     | 6      |
| 2023-2024              | Burnley                | PL                     | 12         | 0          | FACup+CdL       | 1+2             | 0+0             | -                  | -                  | -                  | -           | -           | -           | 15     | 0      |
| 2024-2025              | Burnley                | FLC                    | 2          | 0          | FACup+CdL       | 1+0             | 0+0             | -                  | -                  | -                  | -           | -           | -           | 3      | 0      |
| Totale Burnley         | Totale Burnley         | Totale Burnley         | 14         | 0          |                 | 4               | 0               |                    | -                  | -                  |             | -           | -           | 18     | 0      |
| Totale carriera        | Totale carriera        | Totale carriera        | 413        | 46         |                 | 60              | 11              |                    | 10                 | 1                  |             | -           | -           | 483    | 58     |

### Cronologia presenze e reti in nazionale
| Cronologia completa delle presenze e delle reti in nazionale ― Inghilterra | Cronologia completa delle presenze e delle reti in nazionale ― Inghilterra | Cronologia completa delle presenze e delle reti in nazionale ― Inghilterra | Cronologia completa delle presenze e delle reti in nazionale ― Inghilterra | Cronologia completa delle presenze e delle reti in nazionale ― Inghilterra | Cronologia completa delle presenze e delle reti in nazionale ― Inghilterra | Cronologia completa delle presenze e delle reti in nazionale ― Inghilterra | Cronologia completa delle presenze e delle reti in nazionale ― Inghilterra |
| Data                                                                       | Città                                                                      | In casa                                                                    | Risultato                                                                  | Ospiti                                                                     | Competizione                                                               | Reti                                                                       | Note                                                                       |
| -------------------------------------------------------------------------- | -------------------------------------------------------------------------- | -------------------------------------------------------------------------- | -------------------------------------------------------------------------- | -------------------------------------------------------------------------- | -------------------------------------------------------------------------- | -------------------------------------------------------------------------- | -------------------------------------------------------------------------- |
| 22-3-2017                                                                  | Dortmund                                                                   | Germania                                                                   | 1 – 0                                                                      | Inghilterra                                                                | Amichevole                                                                 | -                                                                          | 66’ 83’                                                                    |
| Totale                                                                     |                                                                            | Presenze                                                                   | 1                                                                          |                                                                            | Reti                                                                       | 0                                                                          |                                                                            |

## Palmarès

### Club

#### Competizioni nazionali
- Coppa di Lega inglese: 1

Birmingham City: 2010-2011

### Individuale
- Squadra del torneo degli Europei Under-21: 1

Rep. Ceca 2015